# Hrabstwo Cleveland (Oklahoma)

Piramida wieku mieszkańców hrabstwa Cleveland

Cleveland – hrabstwo w stanie Oklahoma w USA. Założone w 1890 roku. Populacja liczy 255 755 mieszkańców (stan według spisu z 2010 roku).
Powierzchnia hrabstwa to 1445 km² (w tym 57 km² stanowią wody). Gęstość zaludnienia wynosi 176,97 osoby/km².
Nazwa hrabstwa związana jest z dwukrotnie piastującym urząd prezydenta Stanów Zjednoczonych Groverem Clevelandem.

## Miasta
- Etowah
- Lexington
- Moore
- Noble
- Norman
- Slaughterville